# DLsite
DLsite (ディーエルサイト), operado pela empresa japonesa EISYS, Inc., é um site de comércio eletrônico e serviço de distribuição digital para baixar e vender uma variedade de doujinshi, jogos doujin, para todas as idades e exclusivos para adultos, mangás digitais, e-books de light novel, software, jogos de computador, aplicativos Android e produtos similares. Em 2022, o DLsite atingiu mais de 9 milhões de usuários globais. 
O serviço era conhecido como DLsite.com até dezembro de 2018.
Após selecionar o idioma de exibição, o site apresenta categorias divididas por público e tipo de produto para isolar o material somente para adultos.

## História
Em julho de 1996, o DLsite foi estabelecido pela Aoki System Co., Ltd. sob o nome de "Soft Island". A Aoki System Co., Ltd. foi reorganizada como EISYS, Inc. e o nome do site foi alterado para DLsite.com em janeiro de 2001. Em março de 2003, a DLsite fez parceria com a Digital Media Mart (atualmente DMM.com) para criar a seção doujin do DMM.ADULT (predecessor do FANZA). Em janeiro de 2004, o site foi atualizado e uma versão em inglês foi lançada.
Em janeiro de 2005, a EISYS tornou-se uma subsidiária da livedoor Co., Ltd. Em agosto, encerrou a parceria com a DMM. Em abril de 2010, o número de círculos registrados ultrapassou 10.000.
Em maio de 2010, a Livedoor desmembrou a EISYS, que, por sua vez, passou a ser parte da DLsite, tornando-se uma subsidiária da Geo Corporation. Em maio de 2011, o site passou por outra atualização, com algumas categorias sendo removidas ou reorganizadas. Em fevereiro de 2018, a DLsite anunciou que começaria a publicar jogos no Steam e iniciaria o negócio de serviços de tradução. O nome foi alterado de "DLsite.com" para "DLsite" em janeiro de 2019. 
Em março de 2024, alguns criadores relataram que a DLsite solicitou alterações na descrição de suas obras para se adequarem às políticas das empresas de cartão de crédito. Um exemplo foi a substituição do termo loli (ロリ, Loli) por hiyoko (ひよこ, Hiyoko, lit. "pintinho").
Em abril de 2024, a EISYS, empresa responsável pela DLsite, anunciou a suspensão de pagamentos com cartões de crédito das bandeiras Visa, Mastercard e American Express em todas as suas plataformas.

## Translators Unite
Em novembro de 2021, EISYS e DLSite anunciaram um serviço chamado "Translators Unite".  O Translators Unite tem como objetivo possibilitar que o DLsite faça crowdsourcing de traduções para seus materiais de uma forma que apoie diretamente os criadores em troca de compensação ou comissão.  O objetivo também é canalizar o entusiasmo pela digitalização online para a distribuição legal. O trabalho de tradução de mangás é realizado por meio de uma ferramenta chamada MANTRA Engine, que também possui parceria com o Pixiv-FANBOX. 

## Ligações Externas
- DLsite
- EISYS